# Issandolanges
 (août 2025).
Si vous disposez d'ouvrages ou d'articles de référence ou si vous connaissez des sites web de qualité traitant du thème abordé ici, merci de compléter l'article en donnant les références utiles à sa vérifiabilité et en les liant à la section « Notes et références ».
Issandollanges est un ancien village une ancienne paroisse et collecte du pays d'Auvergne. Elle fut unie à celle de Novacelles et le site de son siège fut abandonné au début du XXe siècle.

## Histoire
Seule la toponymie permet de considérer qu'un habitat était déjà en place à Issandolanges à l'époque mérovingienne puisqu'il faut attendre le XIIIe siècle pour avoir une trace documentée.

### Le village
S'étant développé entre son château et la Dolore, le village d'Issandollanges ne put se développer du fait de l’exiguïté du site et de la baisse de l'intérêt stratégique des château sur éperon à la fin du Moyen Âge.
En son cœur se trouvait son église, devenue simple chapelle à la Contre-Réforme, sous le titre de Saint-Roch. Elle était longue de 18 mètres sur 8 de large. La nef comportait deux travées séparées par un arc doubleau reposant sur des colonnes engagées à chapiteaux historiés. Le chœur, en cul-de-four était éclairé par trois baies romanes. L'entrée se faisait par un portail à deux vantaux donnant sur le chemin par un escalier de quatre marches. Une tribune en fond de nef agrandissait l'édifice. Deux cloches, dans un clocher à peigne, appelaient les fidèles des hameaux alentour, aux différents offices, hors enterrement car il n'y eut vite plus de place dans le cimetière.
Son dernier habitant le quitta en 1924 mais, à la fin du XXe siècle, le site trouva un intérêt pédagogique grâce aux soutiens de la Commune de Novacelles et de la Communauté de communes.

### Le fief
- Eustache de Montboissier, seigneur d'Issandolanges, échange en 1238, avec Hugues de la Tour, évêque de Clermont, la seigneurie d'Issandolanges lui appartenant, contre celle de Léotoing[2].
- Par le biais d'un double échange, l'évêque de Clermont c.ède, sous réserve d'hommage, le fief d'Issandolanges à Guillaume Maurice, chevalier, seigneur de Saint-Bonnet. Les deux châtellenies seront dès lors liées pendant les deux siècles qui suivent
- En 1311, sans héritier mâle, Pierre Maurice, seigneur de Saint Bonnet et Roche-Savine, le donne, le lundi après la Saint-Michel à Robert VI, comte d'Auvergne, sous réserve de l'usufruit sa vie durant et celle de dame Andizie, sa femme[3]
- Par héritage, la châtellenie passe suceessivement à Robert VII, comte d'Auvergne et de Boulogne, en 1325, puis à son fils, Guillaume VI, comte d'Auvergne et de Boulogne qui décède le 6 août 1332.
- Jeanne II Comtesse d'Auvergne et Reine de France en jouit à son tour et y prélève la taille aux 4 cas en 1352
- Le château d'Issandollanges et la seigneurie attachée restent dans la famille des comtes d'Auvergne jusqu'à Godefroy d'Auvergne qui, en 1364, assigne sur Issandolanges le douaire de Marguerite Dauphine, sa première femme puis agit de même en 1380 pour Blanche Le Bouteiller de Senlis, sa troisième femme.
- Marie d'Auvergne, sa fille, le porte par mariage, le 2 janvier 1389 à Bertrand V de la Tour.
- En 1459, Issandolanges fait partie de l'apanage de Godefroy de la Tour, seigneur de Montgascon, deuxième fils de Bertrand VI de la Tour, comte d'Auvergne et de Boulogne.
- Le fief reste dans la famille de la Tour, jusqu'à Suzanne de la Tour, dame d'Ambert, Roche-Savine, et Boutonargues, et autres terres qui le porte par mariage le 27 janvier 1500 à Claude de Rochebaron, chevalier, seigneur de Montauroux.
- Issandolanges reste dans la famille Rochebaron jusqu'à Antoinette de Rochebaron, fille de François II de Rochebaron et de Marguerite d'Aulmont, qui le porte en mariage le 23 décembre 1618 à Claude Isserpens, chevalier, seigneur de Gondras[4].
- Catherine d'Isserpens, leur fille le porte par mariage le 12 août 1652 à Louis de La Rochefoucauld, chevalier, comte de Laurac[5].
- Le fief passe par achat à Charles Louis de Bonlieu, chevalier, seigneur de Montpentier, qui en rend hommage en 1669 et 1670[6]. Ainsi, une nouvelle fois, Issandollanges et Saint Bonnet (et donc Novacelles qui dépend de cette châtellenie) partagent le même seigneur.
- Passe à son fils, François de Bonlieu, chevalier, marié le 20 novembre 1679 avec Marguerite de Beaufort-Monboissier[7].
- Passe à leur fils Jean-Louis de Bonlieu, chevalier, mort célibataire après 1721.
- Passe à Jean-Claude de Reynaud de Mons, chevalier, marié le 23 avril 1720 avec Charlotte Chapuis de la Goutte.
- Enfin le fief passe à leur fils Jean-Gaspard de Reynaud de Mons, chevalier, marié le 13 juin 1751 avec Madeleine de Montorcier. Il mourut avant 1796[8],[9],[10],[11].

### La paroisse
Sous le patronage de saint Blaise, elle fut unie à la paroisse de Novacelles dès la fin du Moyen Âge.